# Vang Vieng
Vang Vieng (en lao: ວັງວຽງ) es una ciudad turística en la Provincia de Vientián en Laos, ubicada a aproximadamente dos horas de viaje en autobús al norte de la capital Vientián. La ciudad está situada junto al río Nam Song. La característica más notable del área es el relieve kárstico del cerro que rodea la ciudad.

## Historia
Vang Vieng primero fue fundada alrededor de 1353 como un punto de parada entre Luang Prabang y Vientián. Originalmente llamada Mouang Song después de que el cuerpo del difunto Rey Phra Nha Fao de Phai Naam fue visto flotando en el río, la ciudad pasó a llamarse Vang Vieng durante el dominio colonial francés en la década de 1890.
La expansión importante de la ciudad y su infraestructura se produjo durante la Guerra de Vietnam (1964-1973), cuando EE. UU. construyó una base aérea y una pista de aterrizaje que fue utilizado por Air America, esa pista fue luego llamada "Lima site 6". En tiempos más recientes, la ciudad ha crecido considerablemente debido a la afluencia de mochileros atraídos por las oportunidades para el turismo de aventura con paisajes de piedra caliza cárstica.

## Turismo

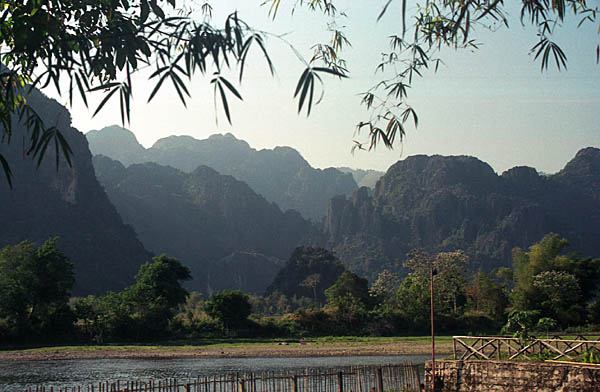
Paisaje de Vang Vieng.

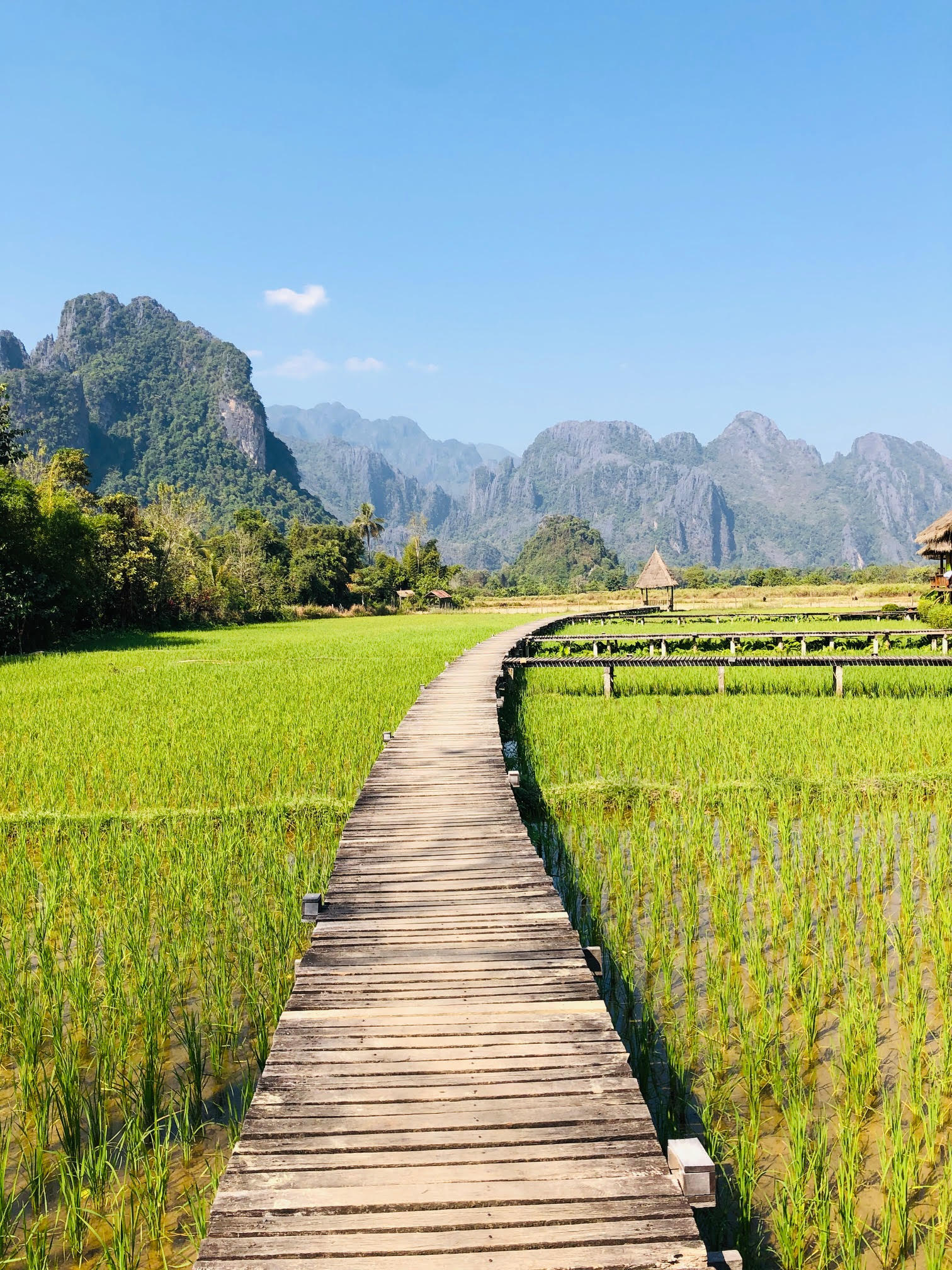
Campo de arroz en Vang Vieng

Vang Vieng se ha convertido en una ciudad orientada al turismo mochilero, con la calle principal ofreciendo casas de huéspedes, bares, restaurantes, cybercafés, agencias de viajes, sobre todo al turismo occidental. Los atractivos turísticos de la ciudad incluyen tubing y viajes en kayak por el río Nam Song, que, hasta el tercer trimestre de 2012, se llenaba de bares que vendían cerveza local ( llamada genéricamente Beer Lao) y una bebida que es un tipo de destilado de arroz llamado Lao-Lao, contando también con columpios de cuerda, tirolinas, natación y buceo en la laguna azul, y grandes terrazas para socialización.
Los lugareños de Vang Vieng se han organizado en una asociación empresarial cooperativa para vender el tubing como una actividad, con un sistema en el que 1 555 hogares participantes se dividen en 10 villas, cada unas de estas villas va rotando cada diez días para alquilar flotadores a los turistas.
Thanongsi Sorangkoun, dueño de una granja orgánica en Vang Vieng, dice que el tubbing empezó inadvertidamente en 1999 cuándo compró unos cuantos tubos flotadores de goma para que los voluntarios de su granja se relajaran en el río.
Durante la estación lluviosa, el río puede transformarse en una serie de rápidos.
Otras actividades incluyen trekking y escalada en roca en las montañas de caliza. hay también cuevas numerosas, como Tham Phu Kham ubicada al norte a media hora de Vang Vieng por tuk-tuk o Tham No y Tham Jang las cuevas más cercanas a Vang Vieng.
Un mercado a cinco kilómetros al norte de la ciudad vende productos textiles de Lao, artículos para el hogar y productos alimenticios. La ciudad está en la carretera principal norte-sur, la ruta 13 de Luang Prabang a la capital, Vientián. Está a cerca de ocho horas en autobús desde Luang Prabang y a cuatro horas a Vientián (152 km).
Wat Done Hor es el más antiguo de los cinco templos en Vang Vieng, construido en 1903.

### Impacto del turismo
Debido a la afluencia de mochileros, los residentes de Vang Vieng han visto cambios drásticos en su comunidad. En los últimos años, Vang Vieng se ha convertido en una parada del circuito mochilero del sudeste asiático y la calle principal tiene muchas casas de huéspedes, bares, restaurantes, cybercafés y agencias de viajes.
Existe la preocupación de que la ciudad esté en peligro de perder su encanto, ya que se llena de turistas, batidos de setas, y episodios de Friends, una comedia de situación estadounidense se muestra en muchos bares. The New Zealand Herald escribió, "Si los adolescentes dominaran el mundo, podría asemejarse a Vang Vieng". Las medidas de seguridad para el tubing han sido descritos como "inexistentes". Tubing combinado con consumo excesivo de alcohol se ha traducido en ahogamientos turísticos. Se ha informado que 22 turistas murieron en el río en el año 2011.
El gobierno de Laos tiene la intención de poner más controles para la expansión urbana de Vang Vieng, mientras que la Administración Nacional de Turismo de Laos tiene "programas de sensibilización" que piden a los turistas de "respetar y seguir estrictamente las reglas, regulaciones, la tradición y la cultura de la gente del Laos", y al mismo tiempo educar a la población local para mantener la identidad local, la forma de vida, la tradición y cultura y no imitar el comportamiento del turista. Vang Vieng tiene un problema conocido con las drogas, que son de fácil acceso para los turistas y los niños de la localidad.
Los lugareños han dicho que el tubing y el turismo está destruyendo la cultura de la ciudad e incentivando la delincuencia infantil, mientras que la contaminación acústica provocada por la música a alto volumen destruye la tranquilidad del área.

### Delito
Hasta junio de 2014, el Departamento de Estado de los Estados Unidos indica que a pesar de que Laos generalmente tiene un índice bajo de delito violento, "algunos turistas han sido robados y agredidos sexualmente". Muchos restaurantes de la zona de Vang Vieng ofrecen en su menú "pizzas", "batidos", o "tés" que pueden contener sustancias desconocidas, normalmente drogas como opiáceos. Estos productos a menudo se anuncian como productos "especiales" o "felices". Estas sustancias pueden ser peligrosas, causando enfermedades graves o incluso la muerte.

### Medidas severas de gobierno
En el tercer trimestre de 2012, el gobierno de Laos estableció medidas severas en Vang Vieng, cerrando todos los bares de la ribera. El Tubing todavía se está practica en el río, pero en una manera mucho más controlada.
Un instructor de escalada dijo que los visitantes están dedicando más tiempo a participar en actividades como la escalada, kayak y ciclismo de montaña. "Vang Vieng ha regresado de nuevo a nosotros nuevamente ... es como lo que solía ser".
El Bangkok Post informó que a pesar de que el número turistas occidentales ha caído, los visitantes de Japón, China, y Corea del Sur han ido en aumento, compensando la pérdida. El cambio supone un nuevo problema debido a que a los turistas de Asia no les gusta el alojamiento barato y prefirieren unos de más categoría, según el informe.